# Out to Every Nation
Out to Every Nation är det tredje studioalbumet av det norska heavy metal-bandet Jorn. Albumet gavs ut 2004 av skivbolaget AFM Records.

## Låtlista
1. "Young Forever" – 4:53
2. "Out to Every Nation" – 4:22
3. "Something Real" – 5:40
4. "Living With Wolves" – 3:53
5. "Vision Eyes" – 4:11
6. "One Day We Will Put Out the Sun" – 6:25
7. "Behind the Clown" – 4:15
8. "Rock Spiri"t – 4:36
9. "Through Day and Night" – 4:43
10. "When Angel Wings Were White" – 4:31

Bonusspår på digipak-versionen och Japan-utgåvan
1. "Big" – 4:39

Bonusspår på andra utgåvor
1. "Young Forever" (Radio Edit) – 4:55
2. "Out to Every Nation" (Radio Edit) – 4:24
3. "Living with Wolves" (Radio Edit) – 3:58

- Text: Jørn Lande
- Musik: Jørn Lande/Jørn Viggo Lofstad

## Medverkande
Musiker (Jorn-medlemmar)
- Jørn Lande – sång
- Jørn Viggo Lofstad – gitarr
- Magnus Rosén – basgitarr
- Stian Kristoffersen – trummor

Bidragande musiker
- Ronny Tegner – keyboard

Produktion
- Jørn Lande – producent
- Jørn Viggo Lofstad – producent
- Andreas Allendörfer – producent
- Nils Wasko – producent
- Espen Mjøen – ljudtekniker
- Fredrik Nordström – ljudmix
- Morten Lund – mastering
- Y-not? Productions – omslagsdesign, foto